# 小平学園駅
小平学園駅（こだいらがくえんえき）は、東京都小平市学園東町1丁目に存在した西武鉄道多摩湖線の駅。現在の一橋学園駅の母体となった。

## 概要
1面1線の地上駅で、いわゆる「棒線駅」であった。ホームは線路の東側にあり、出口は北寄りに存在した。駅のあった位置は現在の一橋学園駅北口前にある踏切をはさんですぐのところで、まさに目と鼻の先であった。
隣駅の一橋大学駅とは400メートルしか間隔がなかったため、混雑緩和のために統合されることになり姿を消した。

## 駅名の由来
駅名の「小平学園」とは学校名ではなく、箱根土地株式会社（後のコクド、現在のプリンスホテル）が構想し開発した学園都市「小平学園都市」による名である。
1923年（大正12年）の関東大震災により郊外住宅の需要が増えたことに目をつけた箱根土地は、練馬の大泉地区（当時はまだ大泉村）に学園誘致を前提に「大泉学園都市」を、国立に東京商科大学（現・一橋大学国立校舎）を中心にした「国立学園都市」をそれぞれ構想して宅地開発に乗り出していた。その一つとして東京商科大学予科（現・一橋大学小平校舎）を中心として作られたのが「小平学園都市」であった。
この「小平学園都市」の面影は、現在も一橋学園駅周辺に広がる碁盤の目の街並みに見ることが出来る。

## 歴史
一橋学園駅も参照のこと
- 1928年（昭和3年）4月6日 - 開業。
- 1964年（昭和39年）6月 - 西武鉄道は多摩湖線の輸送力増強のため小平学園駅と一橋大学駅の統合と3両編成の列車を投入し15分から10分間隔に増発する計画を発表[1]。
- 1966年（昭和41年）7月1日 - 一橋大学駅との統合により、一橋学園駅が開業したことにともない廃駅。

## 隣の駅
西武鉄道
■多摩湖線（1953年1月現在）
一橋大学駅 - 小平学園駅 - 厚生村駅
■多摩湖線（1966年6月現在）
一橋大学駅 - 小平学園駅 - 青梅街道駅

## 統合時の処置
一橋学園駅の開業に際して、交換可能駅とするために北側の分岐機が小平学園駅構内のほぼ真ん中にあたる位置に新設されることになった。しかし先に工事をしてしまうと既存の線路も曲げねばならず、合流部で列車がホームにぶつかってしまうため、直前まで工事は行われなかった。このため分岐機は統合前日の終電後、ホームを切り崩して設置されることになった。

## 廃駅後の状況
現在、ホームや駅舎のあった場所は商店街に併呑され、雑居ビルが建ち並び遺構は何も残されていない。旧構内の真ん中に設置された分岐機は今も同じ場所にあり、一橋学園駅の構内の北端部を務めている。